# Kocerinovo
Kocerinovo (în bulgară Кочериново) este un oraș în Obștina Kocerinovo, Regiunea Kiustendil, Bulgaria.

## Demografie
Componența etnică a orașului Kocerinovo
     Romi (3,47%)
     Bulgari (94,36%)
     Nicio identificare (1,98%)
     Altele (0,16%)
La recensământul din 2011, populația orașului Kocerinovo era de 2.362 locuitori. Din punct de vedere etnic, majoritatea locuitorilor (94,36%) erau bulgari, cu o minoritate de romi (3,47%). Pentru 1,98% din locuitori nu este cunoscută apartenența etnică.